# 東京帝国大学第二工学部

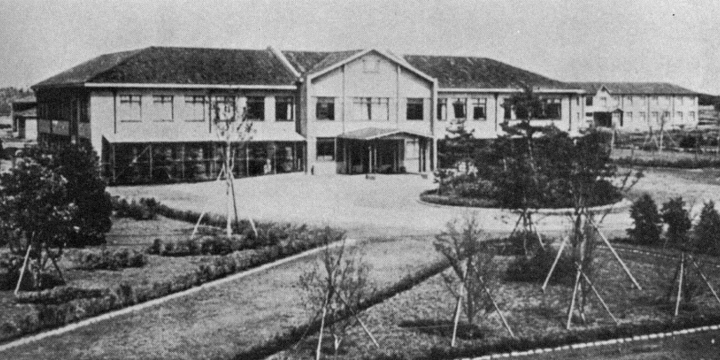
東京帝国大学第二工学部本部事務室

東京帝国大学第二工学部（とうきょうていこくだいがくだいにこうがくぶ）は東京帝国大学（現・東京大学）が1942年から1951年まで千葉県千葉市弥生町に設置していた工学系の学部である。略称は「二工」。
なお、東京都文京区本郷にあった従来の東京帝国大学工学部は、第二工学部が存続していた期間は「第一工学部」と改称している。

## 概要
東京帝国大学第二工学部は、第二次世界大戦が激化する当時の情勢下において、軍事産業を支える工学者や技術者を養成するために、当時の東京帝国大学総長だった平賀譲の発案によって設置された。第二工学部の学科構成は本郷の第一工学部とほぼ一緒で、
機械、電気、土木、建築、船舶、造兵、応用化学、冶金、航空、航空原動機
の10学科構成で、3つの共通教室も設置された。
「第二」という名称から夜学を連想しがちであるが、上述の経緯によって設立されたものであり、夜学ではなく、第一工学部と同様に昼間の課程であった。また、東京大学は東京帝国大学およびその前身である旧・東京大学や第一高等学校の時代も含めて夜学を置いたことはない。
教職員は学部長の瀬藤象二を筆頭に、教授45名・助教授32名・他15名・職員308名・合計441名であった。教官の半数はメーカー出身者が占め、他大学の出身者や若手教官、本郷からの移籍組からなる混合部隊で、助教授の経歴と研究の自由度も高かった。戦争中のため校内では農作物が栽培され、男子職員の出征に伴い女子職員が増えていった。また、研究設備を疎開させる研究室もあった。
学生定員数は420名（機械のみ60名、他9学科は各40名の定員）で、学部廃止までに2,562名を輩出した。学生は入学に際して第一工学部か第二工学部かを選ぶことができず、大学側で両学部の学力が均等になるように調整された。
敷地面積は14.7万坪（48.5ヘクタール）であり、最寄り駅は総武本線の西千葉駅であった。なお、西千葉駅が出来たのは第二工学部に学生が入学して半年たってからであり、それまでは教職員・学生とも稲毛駅から2kmの距離を歩いて通学していた。
また、東京帝国大学の全面協力のもと、興亜工業大学（現・千葉工業大学）が1942年（昭和17年）に創立されて以来、興亜工業大学と東京大学工学部の学術交流は深く、興亜工業大学が千葉県に移転し、千葉工業大学と改称後もその関係は続いた。その中でも特に、同じ千葉県にあったことから第二工学部との学術交流が盛んで、東京帝国大学第二工学部に進学し、研究に従事する者も多かった。

## 戦後の動向
第二次世界大戦で日本が降伏して連合国軍占領下に入った影響を受け、1947年にはそれぞれ航空機体学科・航空原動機学科・造兵学科が、物理工学科・内燃機関学科・精密工学科に改組を余儀なくされた。加えて、学制改革に伴い東大内で教養学部や第二工学部の処遇が議論され、総合大学として2つの工学部は不要であること、教養学部以外の学部は本郷に集約すべきことなどの理由から、第二工学部は廃止され、生産技術研究所として再出発することになる。なお、立地についてはGHQから駒場に移転する案が示されたが、瀬藤は千葉の既存施設を継承することを貫いた。現在、跡地は千葉大学西千葉キャンパスになっている。
また、1948年に第二工学部教授（当時）の星野昌一が制作した、2枚の銀杏の葉に「大學」の文字を重ねた「銀杏バッジ」の図は、その後東大内で広く用いられ、国立大学法人化時に新たに定められたシンボルマーク「東大マーク」にも、銀杏の葉の配置は引き継がれている。

## 年表
- 1941年1月 - 企画院で第二工学部設置が可決[15]、平賀譲総長は瀬藤象二に学部長就任を打診[1]。
- 1941年2月 - 第二工学部設立準備委員会設置[15]。
- 1942年4月 - 第二工学部を千葉市に開設、本郷地区の工学部を第一工学部に改称。一期生入学。
- 1943年10月 - 二期生入学。一期生は半年で第一学年を終了した。
- 1945年7月 - 千葉空襲により第二工学部も被害を受ける[7]。
- 1945年12月 - 航空、航空原動機の2学科を廃止[7]。
- 1946年3月 - 物理工学科、内燃機関学科を設置[7]。
- 1946年 - 造兵学科を精密工学科へ改組[7]。
- 1949年5月 - 第二工学部を母体として生産技術研究所を設置[1][7]。
- 1951年3月 - 第二工学部、閉学[3]。第二工学部閉学式、物故職員慰霊・終業式を実施[16]。
- 1954年 - 最後の卒業生が卒業[3]。
- 1962年 - 生産技術研究所が六本木（旧歩兵第三連隊）に移転。跡地は千葉大学となったが、一部区画には生研千葉実験所が残った。
- 2017年4月 - 生研千葉実験所が柏市の東京大学柏キャンパスに移転。

## 著名な卒業生
- 一色尚次 - 塩水エンジン、スターリングエンジンなどの研究開発、東京工業大学名誉教授
- 石川六郎 - 元日本商工会議所会頭、元鹿島会長、社長
- 稲葉清右衛門 - NC工作機械、制御装置の開発、元ファナック社長、会長
- 佐田登志夫 - 加工学・生産システム研究、東京大学名誉教授
- 山本卓眞 - コンピュータの開発、元富士通会長、社長
- 石丸典夫 - 元デンソー社長
- 岸田寿夫 - 元大同特殊鋼社長
- 金馬昭郎 - 元京阪電気鉄道社長
- 権守博 - 元日立工機社長
- 高橋浩二 - 元鉄建建設社長
- 高橋武光 - 元大日本インキ化学工業社長
- 久米豊 - 元日産自動車会長、社長
- 近藤健男 - 元三菱商事社長
- 田代和 - 元近畿日本鉄道会長、社長
- 内藤明人 - 元リンナイ社長
- 能川昭二 - 元小松製作所社長
- 藤木勝美 - 元日本ビジネスコンサルタント社長
- 藤田温 - 元クラボウ社長
- 町田良治 - 元三井建設社長
- 三田勝茂 - 元日立製作所会長、社長
- 宮崎明 - 元鹿島社長
- 宮崎仁 - 元アラビア石油社長
- 村田一 - 元昭和電工社長
- 八木直彦 - 元日本製鋼所社長
- 山口開生 - 元日本電信電話会長、社長
- 山田稔 - 元ダイキン工業会長、社長
- 山本守之 - 元マツダ会長
- 淡河義正 - 元大成建設会長
- 森園正彦 - 元ソニー副社長
- 木村悦郎 - 元NHK技研所長
- 陳万栄 - 元国立成功大学建築学科教授
- 常田朝秀 - 東芝電子事業本部首席技監・役員待遇（常田俊太郎・常田大希の祖父）